# Urgan
Urgan, Uragan anebo Organa (podle Nikefora řecky Άργανος - Árganos, Argana, z turkického ur anebo urgu, doslova: „hůl“ [jako zbraň určená k úderu], a mongolského üre, doslova: „úder“) byl v letech 605 – 610 vládce Onogurů, a od roku 617 – 630 všech Prabulharů Jeho jméno je však vykládáno více způsoby, jako Bağatur Sepi-kagan, Külüg Sibir-kagan anebo Urag, doslova: „bouře“,. Panos Sophoulis má za to, že Urgan byl ve skutečnosti turkický titul (ḡan/qan), spíše než vlastní jméno. Někteří výzkumníci identifikovali Urgana jako slavného vikáře Gostuna ze Seznamu bulharských chánů z 8. století, zatímco jiní odmítají takové spojení, a věří že Urgan byl místní vládce vládnoucí před Gostunem.

## Urganův původ
Urgan pocházel pravděpodobně ze vznešených příbuzných rodů, a to ze šlechtického turkuckého rodu Ašına a hunobulharského rodu Ermi. Jeho sestra Akdžan byla manželka Alböriho (v letech 610 – 617/618? vládce Onogurů) a matka Kurta (Kuvrat) a Sama (Šambat Kij). Jeho otcem byl pravděpodobně Ašına Tienťüe (Karačürün Tardu, 576 – † 603), anebo podle starších zdrojů jím mohl být vládce Onogurů Tubdžak (Hudbaad) z rodu Tulo (Dulo).
Lev Gumiljov a někteří bulharští a ruští výzkumníci identifikovali Urgana jako kagana Külüg Sibira (čínsky:Mocheto-chu-kagan, 605-610)  ze Západoturkucké říše, které vládl mezi lety 630 – 631 a Kuvrat byl jím pověřen vládnout nad vazalskými prabulharskými hordami.

## Západoturkucká říše a Onogurie

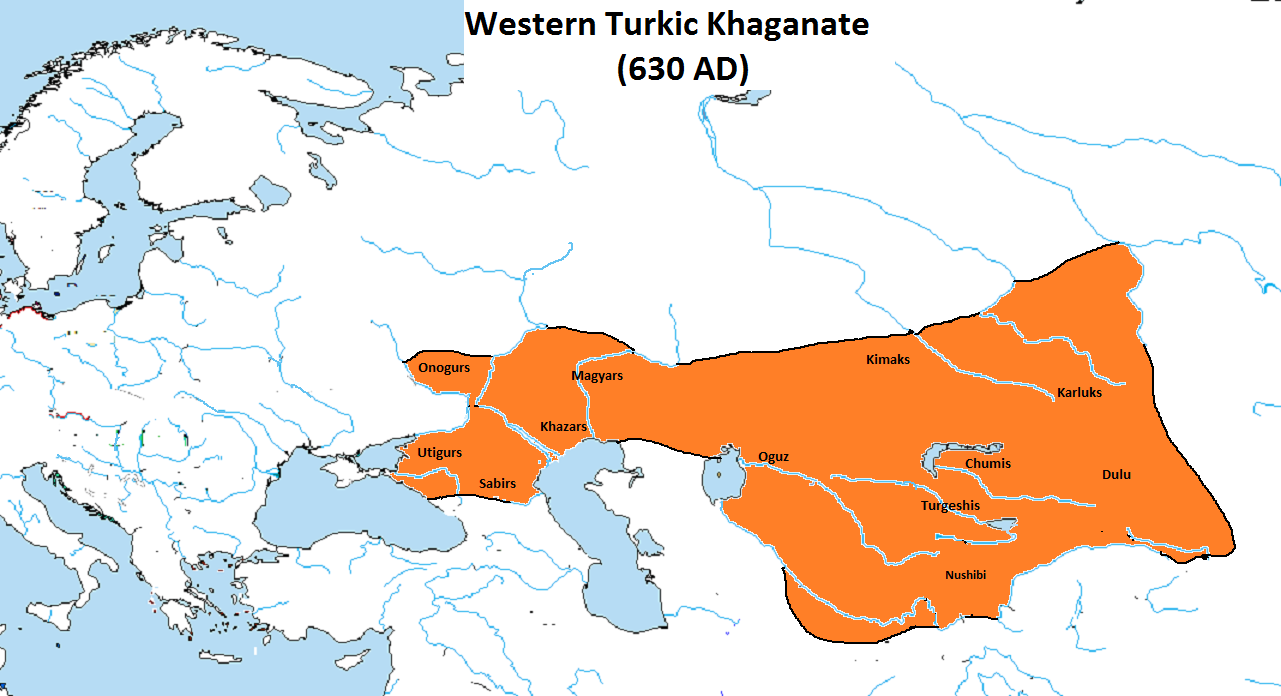
Občanská válka v Západoturkucké říši

Ačkoliv občanská válka začala po smrti Topo-kagana (Arslan Topo, 572 – † 581), západní říše v současném Turkestánu vznikla až po smrti Ašına Tienťüe (Karačürün Tardu, 576 – † 603) jako výsledek rozdělení Turkucké říše. Vznikla sjednocením deseti tureckých kmenů - 10 Oguzů - (Onokové) a mnoha dalších, více či méně důležitých, jak kočovných Tie-leů  (Ujgurů , Tokuz Oguzů - Prabulharů, Tongraů, Bajirgurů ), Kitanů a Tatabiů (Kumo Si), tak i polousedlých a usedlých kmenů. Svaz Deseti kmenů tvořily dvě uskupení - Tulo (Dulo) a Ong-šadapyt (Nu-šipi), jež každé mělo po pěti kmenech které mezi sebou neustále soupeřili.
Roku 610 stál v čele vlády nezletilý Ašına Taman (Nipo Čulo Taman, 604 – 612) z kmenové aliance Tulo (Dulo), avšak protože na trůn nastoupil v mladém věku, ještě sotva chodil, vláda říše byla ve skutečnosti tvořená stařešiny této aliance.
Když byl Kuvrat ještě velmi mladý, zemřel mu otec. Regentem se stal jeho strýček Urgan, který vládl Alböriho jménem do Kuvratové dospělosti. Kuvrat byl strýčkem Urganem přinucen strávit svůj raný život v Byzantské říši, v císařském paláci v Konstantinopoli. Urgan cítil potřebu znovu vytvořit bulharský stát, který se po Alböriho smrti rozpadl na šedesát samostatných oblastí.
Za vlády Ašına Tamana stál Urgan v čele prabulharského kmene Utigurů, který byl v té době závislý na Avarech a západních Turcích. Někdy v tomto období byli Prabulhaři usazeni u severního povodí řeky Kufis (Kubáň), v Předkavkazí (Severní Kavkaz).
Roku 617, obratnou politikou, která kolísala mezi Avary a západními Turky, uspěl sjednotit Utigury (Uturgur, Otur-Oğur, tudíž Uturğur → třicet Ogurů/kmenů) s dalším velkým prabulharským kmenem Kutrigurů (Tukurgur, Toqur-Oğur, tudíž Quturoğur → devět Ogurů/kmenů), který byl závislí na Avarech. Sjednocením těchto dvou hlavních větví Prabulharů do silné aliance, se zviditelnil kmenový svaz Onogurů (Onogur, On-Oğur, tudíž Onoğur → deset Ogurů/kmenů), z nichž se odvozuje i národ Maďarska. Zde, v Předkavkazí, založili Prabulhaři kmenový útvar pod názvem Onogurlarin Jorty („Patrie Onogurie“). Nejen že se Urganovi podařilo mírovým způsobem sjednotit tyto dva největší prabulharské kmeny, ale také udržoval velmi dobré vztahy s Avary a Byzantskou říší. Neví se přesně, ve kterém roce Urgan získal titul patriciuse od byzantského císaře, ale jsou proto nevyvratitelné důkazy (Poklad Malé Pereščepiny).

## Konec nadvlády Avarů
Roku 619 přijel do Konstantinopole kde uzavřel spojenectví s Byzancí a roku 629 si společně se svým synovcem Kuvratem vydobyli samostatnost od Avarů. Avšak ještě stále byli závislí na Západoturkucké říši.

Urganova „Patrie Onogurie“ (fialová)

Roku 630 dochází v Západní říši k občanské válce mezi dvěma nejvlivnějšími rody Ašına (Nu-šipi) a Tulo (Dulo). Urgan, podporován rodem Tulo (Dulo) a Ermi, naplánoval povstání, a se svými spojenci porazil a zabil svého dalšího synovce, kagana Ziebela (Tung Jabgu)  z rodu Ašına, který měl podporu kmenového svazu Nu-šipi a v té době vládl i Chazarské říši. Poté se sám chopil moci a s podporou rodů Tulo (Dulo) a Ermi byl prohlášen za šestého vládce Západoturecké říše. Do známosti vešel pod jménem - Külüg Sibir anebo Mocheto-chu-kagan. Jen o několik měsíců později Tung Jabguův syn, Ašına Sili (Sı Jabgu)  z nejvlivnějšího klanu Ašına se postavil proti němu. Urgan spoléhá na hunobulharské a turkické kmeny Sabirů, Oguzů a kmenový svaz Tulo (Dulo), a naopak, Ašınovci (Nu-šipi) které vedl Ašına Sili (Sı Jabgu) na Chazary, Kypčaky a Kangary (Pečeněhové).
Sňatkem s dcerou císaře Li Šimina (Tchaj-cung) se Urgan pokusil o vstup do aliance s říší Tchang. Avšak císař ho odmítl. Poté, co se mu to nepodařilo, a po několika porážkách, Urgan spěšně prchal do Džungárie na Altaj, kde pobýval jeho spojenecký kmenový svaz Tulo (Dulo). Ale Ašına Sili (Sı Jabgu) a jeho spojenci pochopili jeho záměr, a nastražili na něj past při které přišel o život. Podle čínských análů, v zuřící občanské válce Ašınovci dostali pomoc od Číňanů.
Urgan zemřel roku 631 a jeho následníky se stali jeho dva pokrevní příbuzní: v západní říši - bratrův vnuk Ašına Sili (Sı Jabgu) a v Severním Kavkaze - sestřin syn Kuvrat.

## Kuvrat
Změna nastala roku 632, když Kuvrat dorostl, a vrátil se z Byzancie. Urgan mu nezištně zanechal moc nad kmenovým útvarem. Jejich složení je neznámé, a prameny se zmiňují pouze o kmenových názvech Čakarar, Kubiar, Kürijer, a jména klanů Tulo (Dulo), Ukil, Ermijar, Ugain a Duar. Když se pod Kuvratovou vládou kmenový útvar „Patrie Onogurie“ oddělil od říše západních Turků, nahradil ho státní útvar s názvem Onogurie (Velké Bulharsko).